# Dit (literatuur)

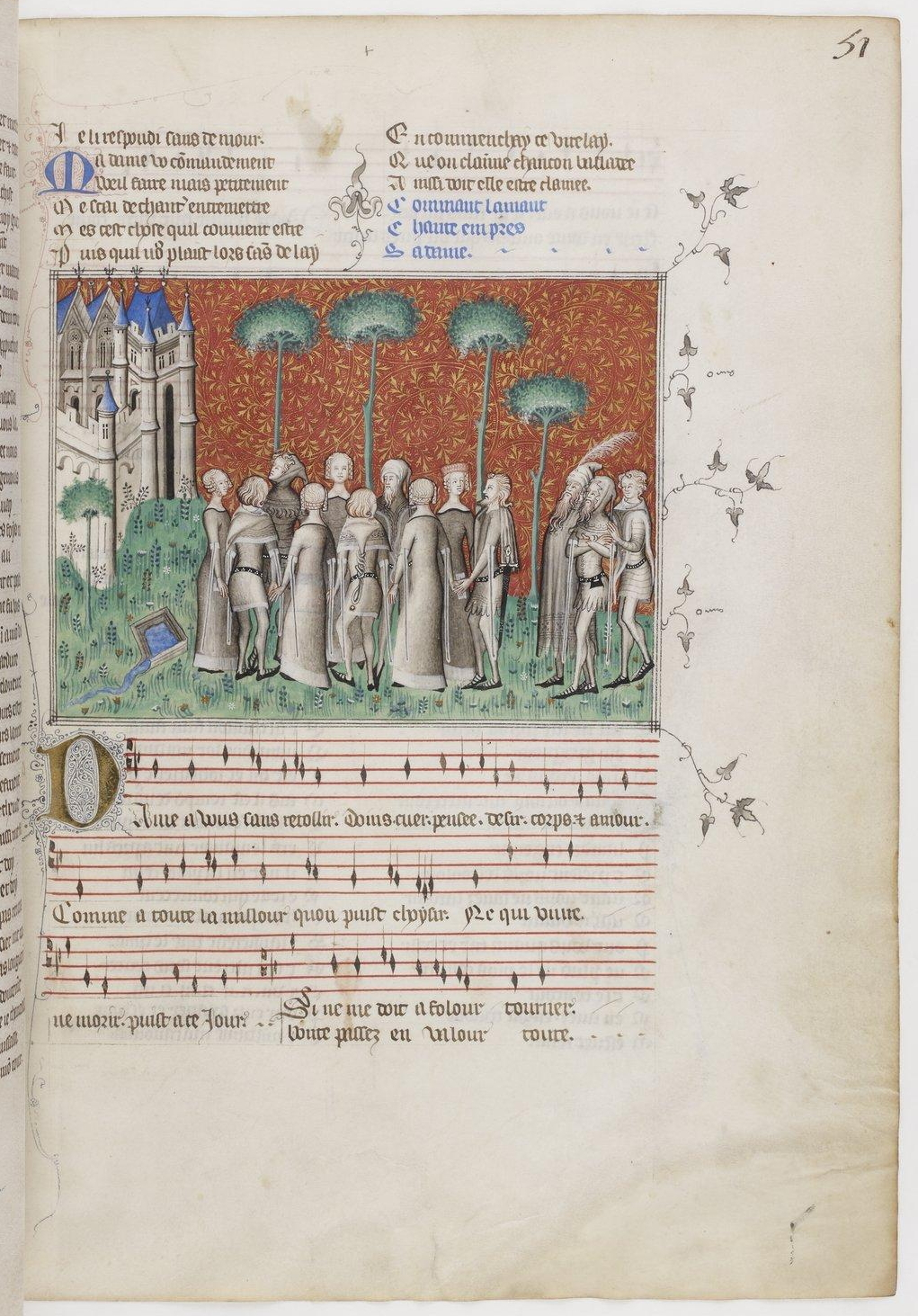
Bladzijde uit de 14e-eeuwse "Le remède de Fortune" van Guillaume de Machaut, Parijs, Bibliothèque nationale de France, Ms. fr. 1586, f51r.

Het "dit" is een gedicht in het Oudfrans of het Middelfrans verhaald in de eerste persoon en in principe bedoeld om te worden voorgedragen. De term is afgeleid van het Franse dire en zou dus kunnen vertaald worden als gezegd. Het equivalent van de Franse dit in de Middelnederlandse literatuur is de sproke (gesproken), eveneens een verhaal in dichtvorm bedoeld om voor te dragen.
Het "dit" van Richeut is waarschijnlijk het eerste voorbeeld en werd geschreven in het Frans.
Rutebeuf (auteur uit de dertiende eeuw) heeft een aantal "dit's" geschreven: Le dit des Ribauds de Grève, Le dit des Béguines, le dit de frère Denise le cordelier …
De "dit" kan ook een lyrische gedicht zijn zoals Le Remède de Fortune van Guillaume de Machaut, dat bestaat uit zeven nummers. Een groot deel van het werk van deze auteur uit de 14e eeuw bestond uit gedichten in "dit" vorm